# Пастухов Андрій Васильович
Андрій Васильович Пастухов (нар. 16 серпня 1860, селище при Деркульському Державному конезаводі Харківської губернії — 23 вересня 1899, м. П'ятигорськ) — російський альпініст, геодезист, гляціолог, етнограф, біолог, дослідник Кавказу, класний військовий топограф Корпусу воєнних топографів - колезький асесор (19.09.1894 р.).

## Біографія

### Народження
Андрій Васильович Пастухов народився 16 серпня 1860 року у родині конюха. Справжня дата встановлена згідно з довідкою, виданою Державним архівом Харківської області. У Послужному списку датою народження А. В. Пастухова зазначена дата 18 серпня, але це, скоріше за все, дата хрещення, тому що тоді дітей зазвичай хрестили на 2-3 день після народження.

### Сім'я

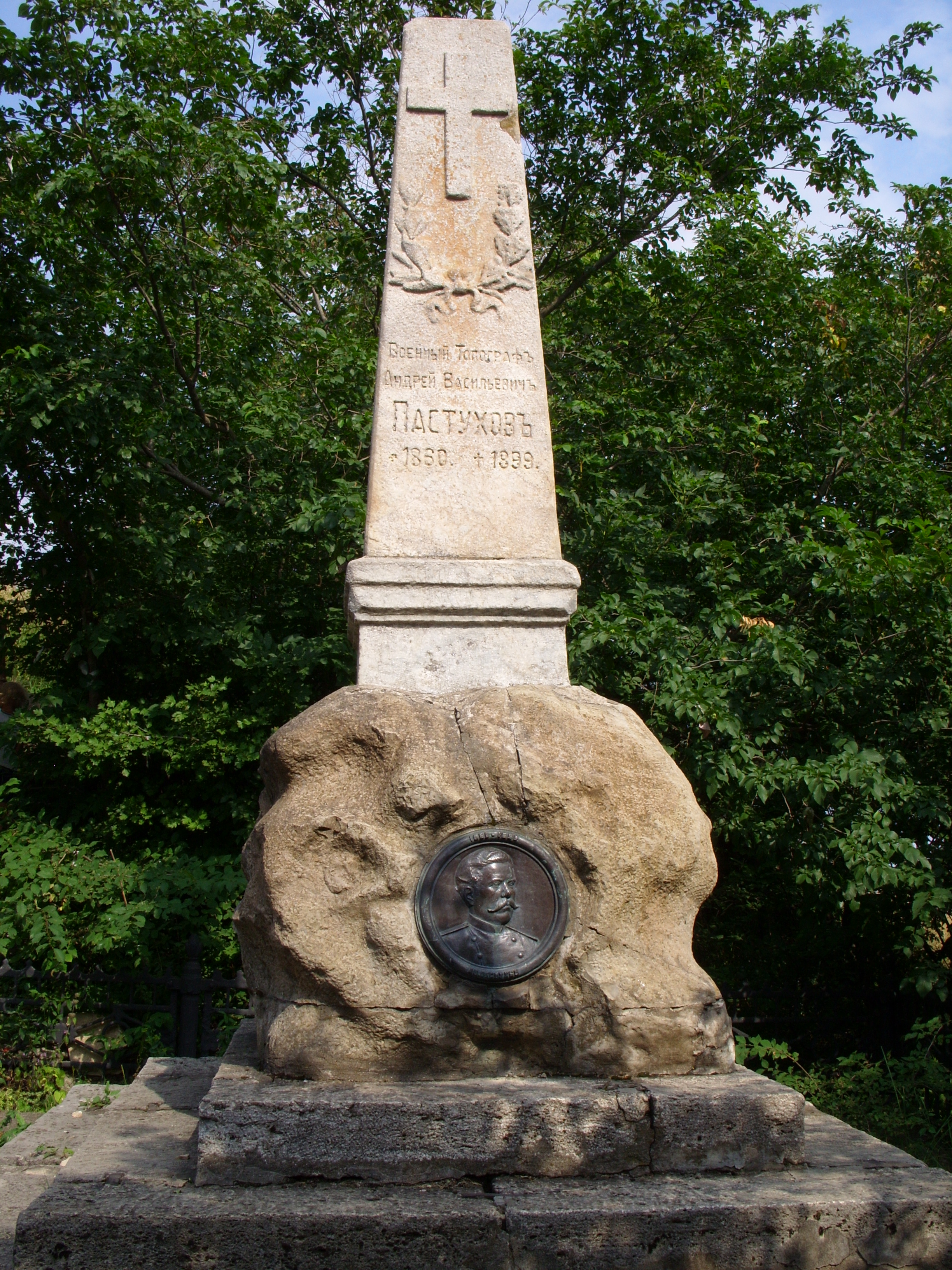
Пам'ятник Пастухову на схилі Машука

Батько, Василь Андрійович Пастухов, служив конюхом на Деркульському кінному заводі. Мати, Домнікія Василівна, займалася господарством, померла, коли майбутньому топографу було всього три роки. У сім'ї було четверо дітей: Надія, Олексій, Андрій та Ксенія. Жили скромно. В 1869 року батько помер під час епідемії холери. Андрій змушений був перебратися на проживання до старшої сестри Надії, до сім'ї її чоловіка. Своїх дітей А. У. Пастухова був. Нині (станом на 2011 рік) в Україні живуть прямі нащадки О. В. Пастухова по лінії його сестри Ксенії Василівни Пастухової, яка вийшла заміж за Семена Григоровича Єрмолаєва та взяла його прізвище. У сел. Новоайдар Луганської області — його правнук Володимир Алимович Єрмолаєв, зовнішня схожість якого з О.Пастуховим змусила двох Луганських скульпторів у 1978 році просити його, студента архітектурного факультету Харківського сільсько-господарського інституту позувати для створення пам'ятника Пастухову, який згодом був встановлений на його батьківщині. У місті Кремінна Луганської області живе праправнук, названий на його честь – Андрій Володимирович Єрмолаєв.

### Ранні роки
1872 року Андрій Пастухов закінчує кіннозаводське училище і отримує посаду писаря при канцелярії кінного заводу. Через два роки за наказом з Головного управління відряджено до Петербурга для навчання на письмоводія. Після успішного закінчення курсів вступає писарем 2-го класу до канцелярії Управління державного кіннозаводства. Велику роль у житті Пастухова відіграв військовий топограф Сидоров (ім'я та по батькові не встановлено), який влітку 1876 прибув до Деркульського кінного заводу для виправлення старої карти Старобільського повіту, і зупинився на тимчасове проживання в будинку, де жив Пастухов. Від нього Андрій Васильович вперше дізнається про професію топографа, і за його ж порадою вступає на службу в армію в званні однорічного охотника, щоб потрапити до училища військових топографів.

### Становлення
Андрій Васильович Пастухов блискуче склав іспит з програми однорічника до Санкт-Петербурзької військової гімназії і 28 січня 1877 року був визначений в Корпус військових топографів, із зарахуванням до навчальної команди військових топографів.

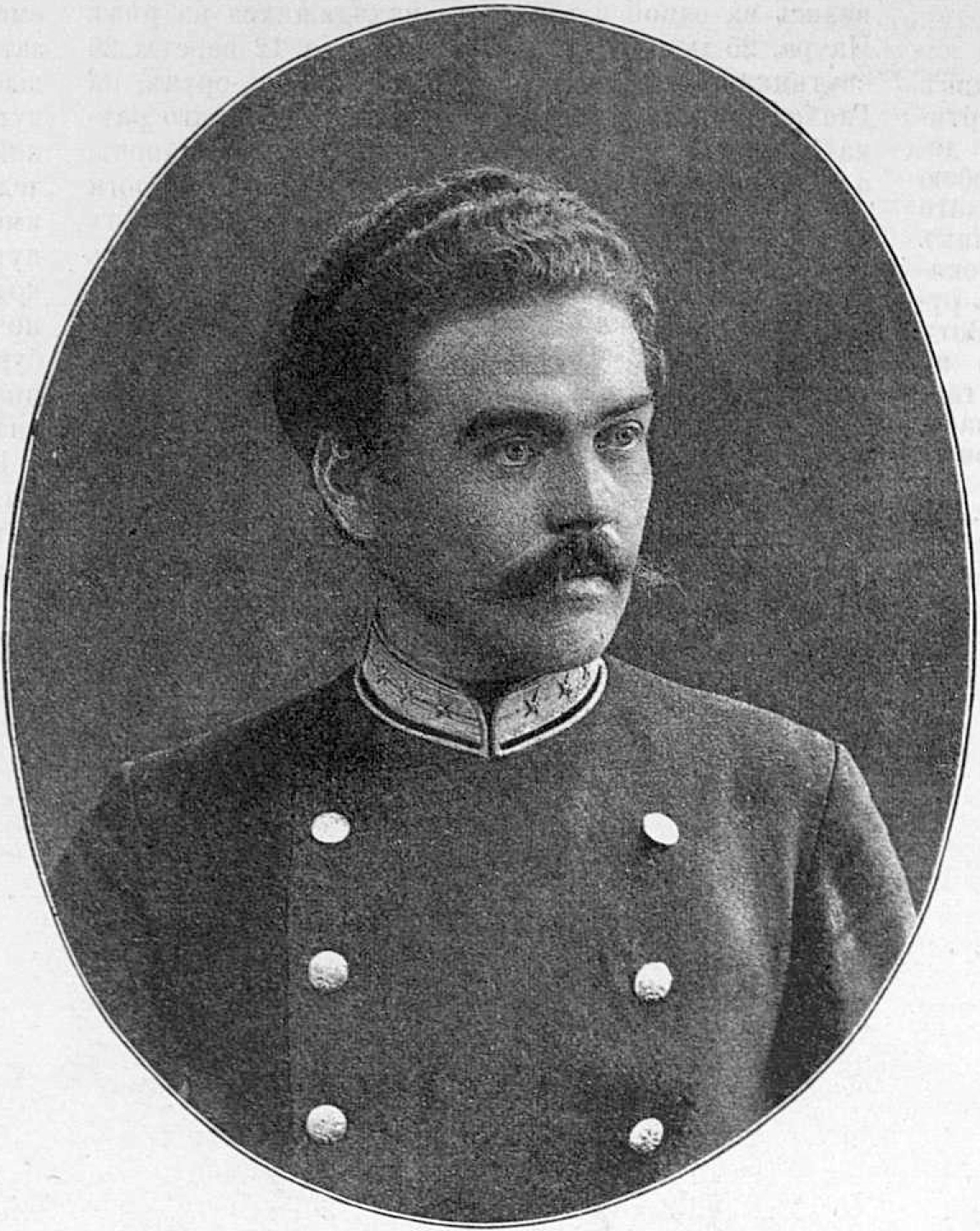
А. В. Пастухов

Командування не залишило без уваги здібності молодого топографа, і вже 1 квітня 1879 року було видано наказ про переведення Андрія Васильовича Пастухова в унтерофіцери та призначення його на топографічну зйомку Курляндської губернії. Через рік після закінчення навчання Пастухов був відправлений за місцем призначення в команду топографів. Але Андрій Васильович мріяв про військову кар'єру та хотів стати повноцінним самостійним топографом. Тому 30 травня 1881 року він подає у відставку і знову складає іспити для вступу до Корпусу військових топографів. Відомо, що на цих іспитах він отримав повний бал з предмета, однак у вступі йому було відмовлено «через відсутність вакансій».Після невдачі у вступі Пастухов був призначений на службу до Військово-топографічного відділу Кавказького військового округу, до міста Тифліс (нині Тбілісі). За сприяння начальника відділу Ієроніма Івановича Стебницького, 11 листопада 1881 року він складає іспити на перший класний чин у Тифліському юнкерському училищі. Лише через рік, 19 вересня 1882 року, Андрій Васильович Пастухов був переведений у молодші військові топографи.

### Зрілі роки
В 1883 Пастухову доручили картографування Дагестану в районі вершини Шахдаг, вгору по річці Самур. У підпорядкування йому дали конвой — вісім козаків Усть-Хоперського полку, які мали бути йому помічниками та стражами. Робота зайняла все літо. Її результати були високо оцінені, але сам Пастухов залишився незадоволеним тим, що йому так і не вдалося досягти вершини. Правда, працювати доводилося в поганих умовах, практично без будь-якого спорядження, і рідко кому з топографів вдавалося піднятися вище за три з половиною тисячі метрів.
У 1887 році Пастухов піднімається на вершину Андійського хребта.

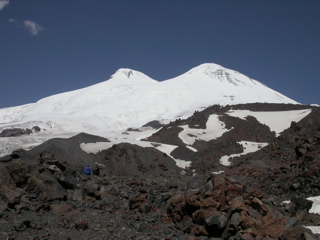
Західна та східна вершини вулкану Ельбрус

По-справжньому заговорили про А. В. Пастухова після того, як в 1889 він піднявся на вершину Казбека разом з козаками Лапкіним і Потаповим і з провідником-осетином з села Тменікау Тепсаріко Цараховим.
У 1890 році Пастухов здійснив своє перше сходження на Ельбрус (західна вершина, у супроводі козаків Хоперського полку Дорофія Мернова, Дмитра Нехорошова та Якова Таранова). Німецький історик альпінізму Еггер назвав це сходження "першим справжнім сходженням без провідників". У ході сходження було проведено топографічну зйомку місцевості, зібрано колекцію гірських порід. У тому року Пастухов зробив спробу сходження на Ушбу, рік на Халац і ще рік на Шахдаг. Він двічі піднімався Араґац (1893, 1895), тричі на Арарат (1893, 1894, 1895), двічі на Малий Арарат (1893, 1895).
Через 6 років після першого сходження на Ельбрус Андрій Васильович здійснив сходження на його східну вершину, ставши першим російським альпіністом, що піднявся на обидві вершини.

### Смерть
Надмірні фізичні навантаження негативно впливали на здоров'я Пастухова. Влітку 1899 він змушений був перервати польовий сезон і вирушити на лікування до П'ятигорська. Під час огляду лікарі виявили застарілі виразки. 23 вересня 1899 року, у віці 39 років, Андрій Васильович Пастухов помер у лікарні міста П'ятигорська. 26 вересня, згідно із заповітом, його було поховано за кілька метрів від вершини гори Машук.